# Casper Meets Wendy
Casper Meets Wendy (bra Gasparzinho e Wendy) é um telefilme estadunidense de 1998, dos gêneros aventura, comédia, terror e fantasia, dirigido por Sean McNamara, com roteiro de Rob Kerchner e Jymn Magon.
Lançado diretamente em vídeo pela 20th Century Fox Home Entertainment, o longa é sequência de Casper, de 1995.

## Sinopse
Casper é um fantasminha simpático que fica amigo de Wendy, uma bruxinha boa. As tias dela e os tios do fantasminha não aprovam a amizade, mas eles se unem contra o feiticeiro maligno Desmond Spellman.

## Elenco
- Hilary Duff - Wendy
- Cathy Moriarty - Gerti
- Shelley Duvall - Gabby
- Teri Garr - Franny
- George Hamilton - Desmond Spellman
- Richard Moll - Jules
- Blake Foster - Josh Jackman
- Logan Robbins - amigo do Josh
- Vincent Schiavelli - Vincent
- Pauly Shore - oráculo
- Logan Robbins - Logan
- Patrick Richwood - Vinne-Stinky
- Michael McDonald - Spike-Stretch

## Prêmios e indicações
O filme ganhou o Prêmio Monitor de Programação Infantil, na categoria efeitos visuais eletrônicos.